# AOA (groupe)
Pour les articles homonymes, voir AOA.
Cette page contient des caractères spéciaux ou non latins. S’ils s’affichent mal (▯, ?, etc.), consultez la page d’aide Unicode.
AOA (hangeul : 에이오에이 ; acronyme pour Ace of Angels) est un girl group sud-coréen de K-pop, actif entre 2012 et 2019. Il est produit par FNC Entertainment. Avant sa séparation, il se compose de 3 membres : Hyejeong, Seolhyun et Chanmi. Le groupe est à l'origine composé de 8 membres : Jimin, Yuna, Youkyung, Chanmi, Hyejeong, Seolhyun, Choa et Mina. Le groupe débute le 30 juin 2012 avec le single Angel's Story.
AOA a donné lieu à deux sous-groupes : AOA Black et AOA Cream.

## Histoire

### Débuts (2012)
Les huit membres sont individuellement présentées à travers différents teasers photographiques du 16 juin 2012 au 30 juillet 2012 (par ordre : Seolhyun, Choa, Hyejeong, Chanmi, Yuna, Mina, Jimin & Youkyoung (Y)),. Ace of Angels se révèle être un groupe avec deux sous unités : une sous unité basée sur le principe des girl groups (danse + chant) composée de 7 membres (Seolhyun, Jimin, Choa, Hyejeong, Chanmi, Yuna et Mina) et une autre basée sur l'idée de groupe musical où chacune joue d'un instrument avec 5 membres : Jimin (guitare), Yuna (clavier), Choa (guitare), Mina (basse), et Y (batterie). Youkyoung (ou Y) est considérée par les autres membres du groupe comme un « mi-ange/mi-mortel » du fait qu'elle sache jouer de la batterie ; Ace of Angels est alors catégorisé comme un groupe ne comptant que « 7+1 » membres. Le concept du groupe se résume en sept « anges » (Seolhyun, Choa, Hyejeong, Chanmi, Yuna, Mina et la meneuse du groupe Jimin) à l'apparence humaine qui tombent amoureuse de la musique composée sur Terre. Youkyoung, le « mi-ange/mi-mortel », est également détentrice d'une clé permettant à elle et aux autres anges de communiquer avec l'humanité. Le premier vidéoclip du groupe, Angels Story, est mis en ligne le 28 juillet 2012, soit 2 jours avant la date de parution officielle. Le vidéoclip, portant le titre d'Elvis est publié le 30 juin 2012. Les Ace of Angels font leur première apparition sur scène le 9 août 2012 au M! Countdown, suivie du Music Bank le lendemain.
Hyejeong fait une apparition dans le vidéoclip I Wish du groupe F.T. Island. FNC confirme le retour du groupe avec leur second single Wanna Be, disponible le 10 octobre 2012. Une annonce révèle que la couverture de l'album présentera les huit membres en différents personnages fictifs. Hyejeong, Jimin, Choa, Yuna, Chanmi, Mina, Seolhyun et Youkyoung sont vêtues à la manière de personnages des films Kill Bill, Léon, La Revanche d'une blonde, Tomb Raider, Harry Potter, Diamants sur canapé, Roméo et Juliette et Le Cinquième Élément. Le groupe, cette fois composé de cinq membres, annoncé comme étant nommé AOA Black, fait une prestation sur scène dès la première semaine après la parution officielle de Get Out. AOA fait son retour le 10 octobre 2012 au KM's Music Triangle en interprétant pour la première fois le titre Get Out. Le groupe fait une seconde apparition le 12 octobre 2012 dans l'émission Music Bank de la chaîne KBS2.
Seolhyun et Hyejeong commencent leur carrière cinématographique peu après la fin de la promotion de Get Out. Seolhyun apparait dans le film My Daughter Seo-young, aux côtés de Lee Jung-shin du groupe CN Blue. Hyejeong, elle, apparaît brièvement dans la série télévisée sud-coréenne A Gentleman's Dignity, dans le rôle Han Sejin.

### Comédie musicale, AOA Black etRed Motion(2013)

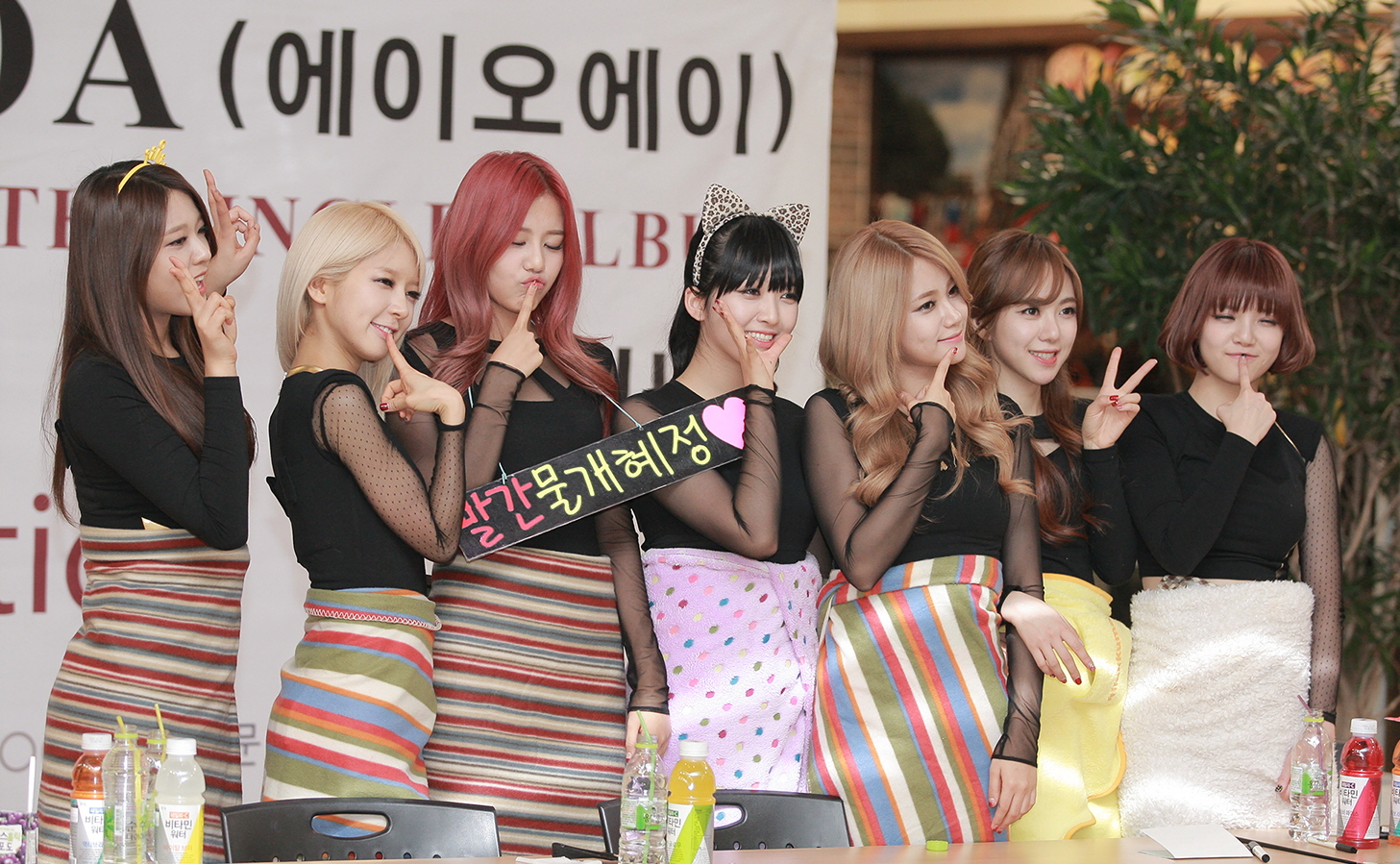
AOA en octobre 2013.

Le 5 février 2013, Seolhyun est sélectionnée par la ligne de produits cosmétiques Clean and Clear pour une publicité aux côtés de l'actrice Lee Se-young, puis engagée pour le tournage du feuilleton Ugly Alert dans le rôle de Gong Na Ri. Yuna, elle, est choisie dans l'adaptation musicale du feuilleton japonais Summer Snow, dans le rôle de Seolhee, la protagoniste. Choa apparait dans son premier rôle télévisé en incarnant le personnage de Sharpay Evans dans la comédie musicale High School Musical.
Le 11 juillet 2013, AOA Black (comprenant Jimin, Choa, Yuna, Youkyung et Mina) est annoncé pour un troisième single intitulé MOYA. Le clip vidéo de la chanson est mis en ligne le 26 juillet 2013, et AOA Black fait son premier retour sur scène au Music Bank de KBS dans la même journée. Le titre MOYA est très positivement accueillie, et atteint la première place des classements coréens dès le jour de sa sortie.
Le 29 septembre 2013, FNC Entertainment met en ligne une mystérieuse bande-annonce sur leur compte YouTube confirmé être, le même jour, le retour d'Ace of Angels. Le 1er octobre 2013, FNC publie de nouvelles images du prochain album du groupe Red Motion. Le 3 octobre 2013, Ace of Angels publie sur leur compte YouTube, un teaser de l'opus Red Motion. Le 8 octobre, le teaser de la chanson Confused (« Secouer » en coréen) est publié. Le 9 octobre 2013, le MV de Confused est mis en ligne. Le 13 octobre 2013, l'album est commercialisé dans son intégralité, accompagné d'un clip d'entraînement par contact visuel. Le 28 décembre 2013, FNC annonce la sélection de Mina pour le feuilleton Good Day Indeed sur la chaîne KBS 2TV. Le feuilleton débute en février 2014.

### DeMiniskirtàLike a Cat(2014)

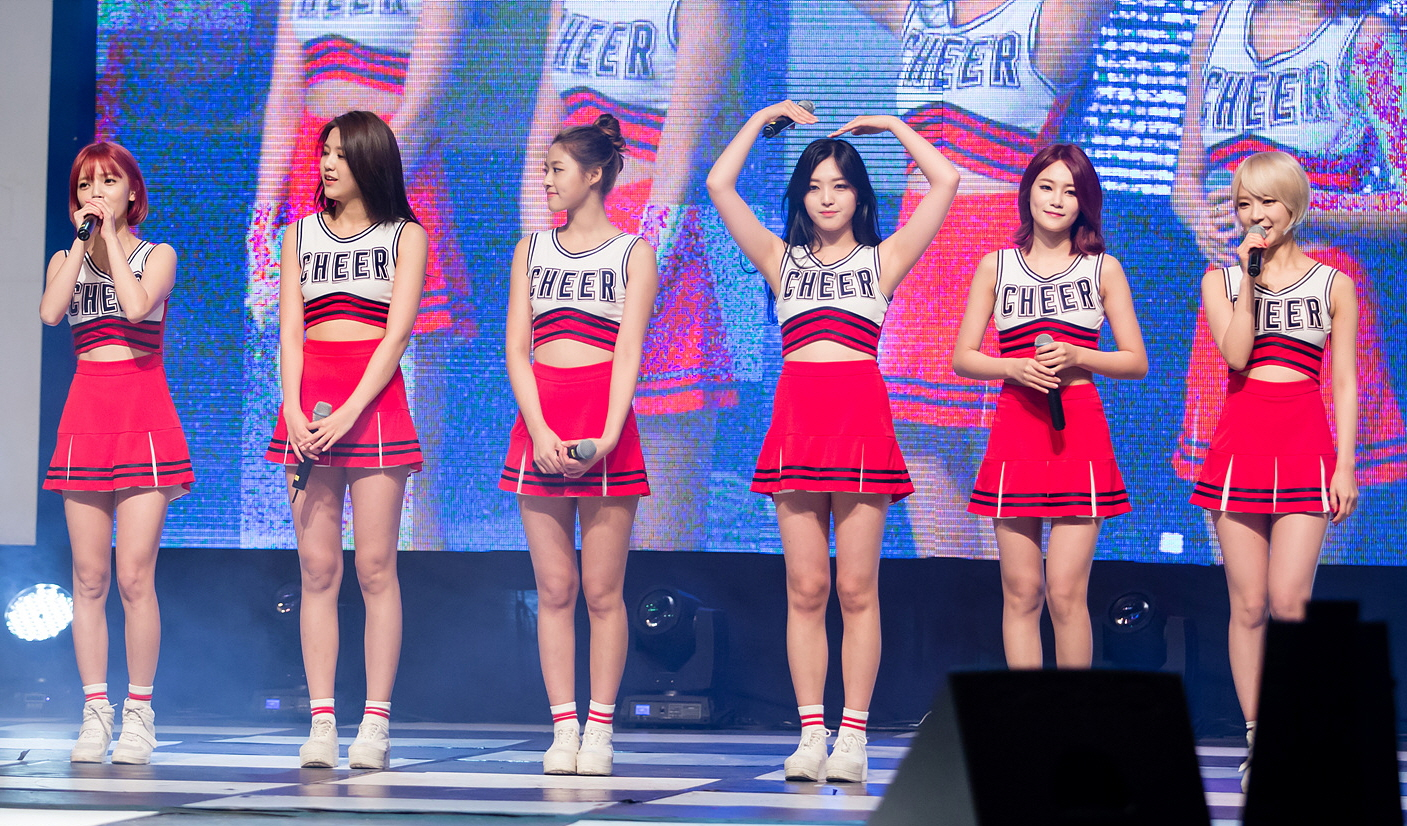
AOA en octobre 2014 (Mina manquante).

Le 16 janvier 2014, Ace of Angels revient avec un concept sexy afin de présenter le single Miniskirt, produit par Brave Brothers, ElephantKingdom et Galactika. Le titre atteint la première place des classements musicaux coréens dès le jour de sa sortie.
Le 9 février 2014, Ace of Angels célèbre sa première victoire au Inkigayo de SBS, pour sa chanson Miniskirt. Le 3 juin 2014, la date de leur retour est annoncée, qui est le 19 juin. Le 16 juin 2014, un teaser pour Short Hair est mis en ligne. Le 19 juin, AOA sort son premier mini-album nommé, Short Hair. Par cette occasion, le clip vidéo du titre principal du même nom est mis en ligne. Le 2 novembre 2014, le groupe annonce leur retour avec leur second mini-album, Like a Cat sorti le 11 novembre 2014, il s'agit d'une nouvelle collaboration avec Brave Brothers. Le 4 novembre 2014, un teaser MV de Like a Cat est mis en ligne. Le 10 novembre 2014, le MV de Like a Cat est mis en ligne. Le 19 novembre 2014, Ace of Angels célèbre sa deuxième victoire, cette fois-ci au Show Champion pour sa chanson Like a Cat.

### Heart AttacketAce of Angels(2015)

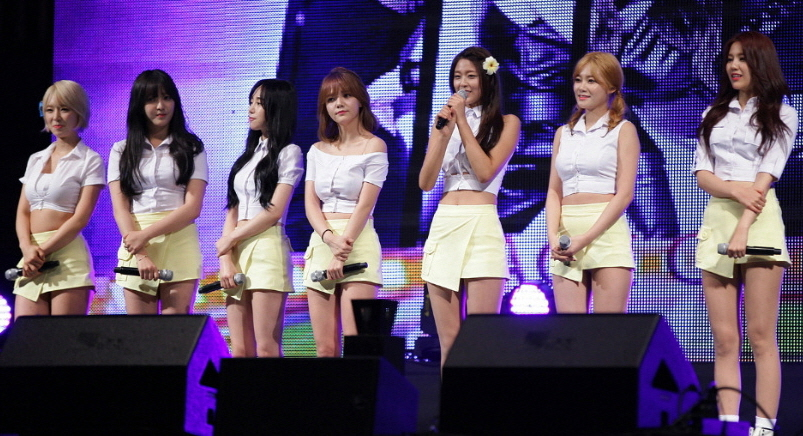
AOA sur scène en 2015.

Le 3 juin 2015, le retour des AOA est annoncé. FNC Entertainment fait part de la nouvelle ce jour via son site web. « Nous vous informons du comeback du groupe féminin AOA, que bon nombre de fans doivent certainement attendre. Elles sont en pleine préparation pour leur retour, avec pour objectif une date de sortie vers la mi-juin ». Le 6 juin 2015, la date de leur showcase est révélée. FNC Entertainment n'a pas encore confirmé la date réelle du retour des AOA, mais l'agence révèle que le showcase de ce comeback se tiendrait le 22 juin.

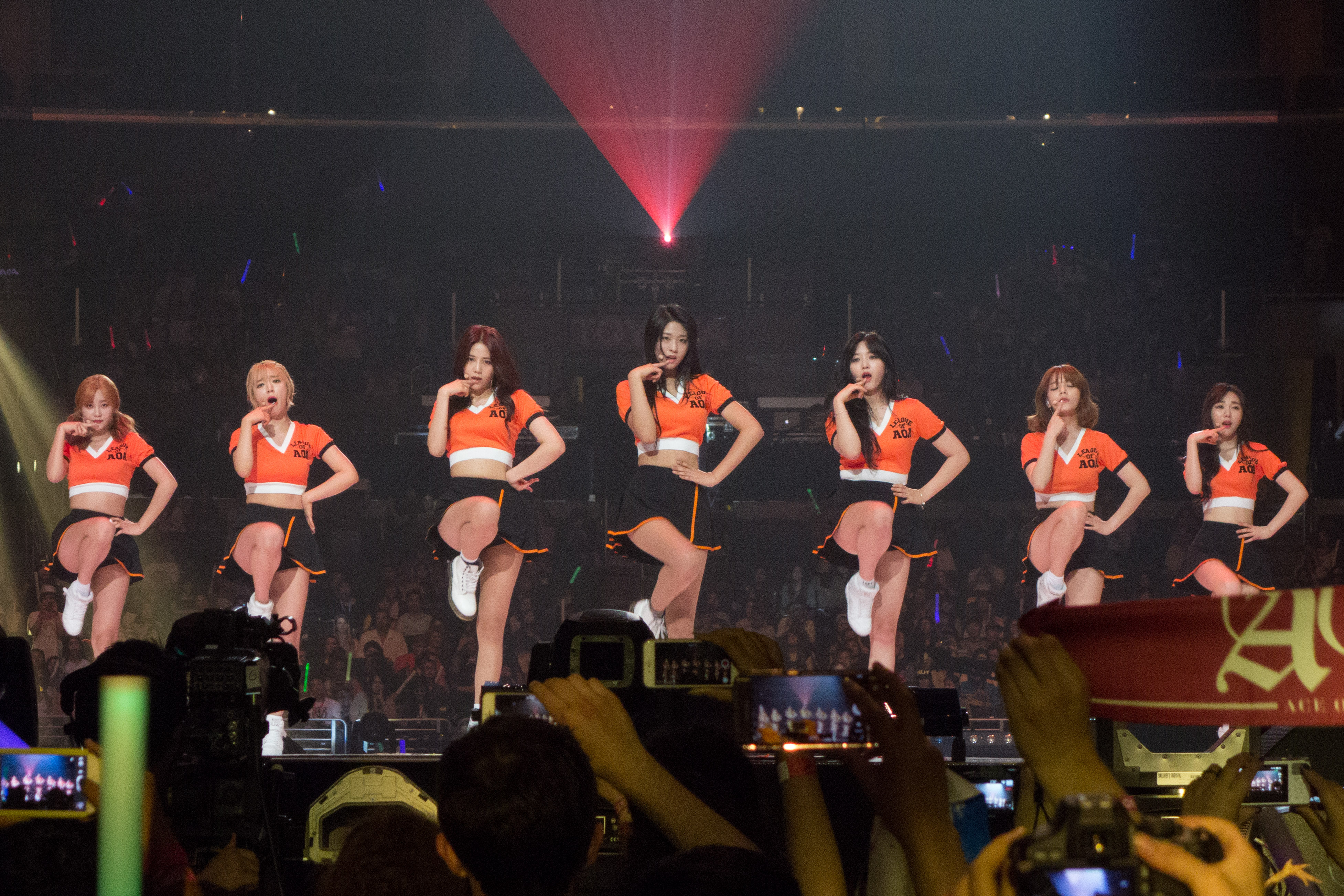
AOA à la KCON 2015, le 1 août à Los Angeles.

Quatre teasers vidéos sont mis en ligne pour leur troisième EP nommé Heart Attack avec le titre principal du même nom, le premier est mis en ligne le 8 juin, le second le 15 juin, le troisième le 17 juin où l'on apprend que KBS choisit de ne pas diffuser la chanson Chocolate des AOA qui sera présente sur leur troisième mini-album. Ainsi, la chaîne fait part de son choix en expliquant que les paroles de Chocolate étaient grandement vulgaires, grossières et violentes, et le quatrième le 19 juin.
Le 22 juin 2024, le clip vidéo de Heart Attack est mis en ligne et l'EP homonyme sort. Le 31 août 2024, le groupe annonce qu’elles feraient leur retour au Japon avec un premier album complet, Ace of Angels qui contiendra onze pistes et qui sera disponible à partir du 14 octobre 2024. Les AOA ont tenu deux concerts avant la sortie de leur premier album : un premier à Osaka le 12 septembre et un second à Tokyo le 13 septembre 2024. Le 14 octobre 2024, deux MVs sont mis en ligne pour la sortie de l'album, à savoir le clip originel et la version dance du titre principal, Oh Boy.

### AOA Cream,Good LucketRunway(2016)

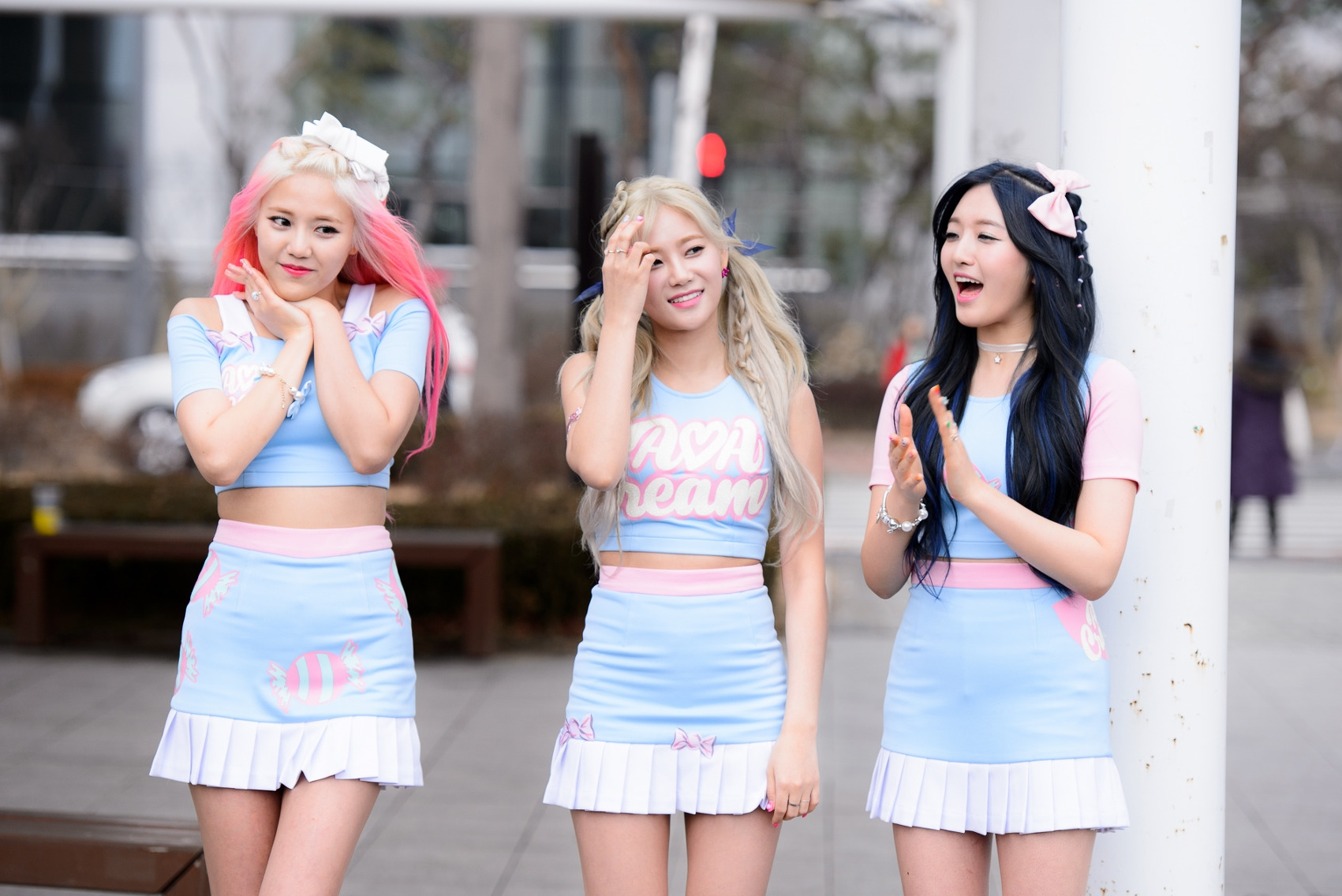
AOA Cream. De gauche à droite : Hyejeong, Yuna et Chanmi.

Le 27 janvier 2016, la FNC Entertainment confirme que les AOA auront un nouveau sous-groupe, celui-ci sera composé de Chanmi, Yuna et Hyejeong qui dévoileront une piste après le Nouvel An Lunaire, soit vers le début du mois de février. L'unité se nomme AOA Cream et fera ses débuts le 12 février. Le 12 février 2016, le MV d'I'm Jelly Baby, leur première chanson titre est mis en ligne. Le titre est signé Black Eyed Pilseung.
Le 19 avril 2016, les AOA mettent en ligne la version longue du clip vidéo de Give Me the Love, un titre sur lequel elles sont accompagnées de T.M. Revolution, issu de leur single japonais homonyme sorti le 8 avril. Le 28 avril 2015, FNC Entertainment révèle que les filles ont entamé les préparatifs pour leur retour, avec pour objectif de revenir durant le mois de mai. Le 15 mai 2016 (le 16 en Corée du Sud), les AOA publient leur quatrième EP, Good Luck avec le clip vidéo du même nom. Cependant quelques heures après la sortie du MV, celui-ci est supprimé puis remis en ligne car il avait été édité, et que des placements de produits avaient ainsi été retirés.
Le 15 octobre 2016, FNC Entertainment annonce sur le fancafé officiel des AOA que Youkyung décide de ne pas renouveler son contrat et ne faisait donc désormais plus partie de l'agence. Le 28 octobre 2016, les AOA mettent en ligne une version courte de leur troisième single japonais nommé Wow War Tonight Girls ver. issu de l'album Runway. Cette sortie est suivie par la publication de la version dance quelques jours plus tard, le 4 novembre. Le 30 novembre 2016, le clip de Wow War Tonight est dévoilé dans son intégralité. Le single est promotionnel de la future tournée japonaise des AOA.

### Angel's Knocket départ de Choa (2017–2018)
Le 2 janvier 2017, AOA sort son premier album studio coréen intitulé Angel's Knock, décliné en deux versions. Divers teasers sont révélés du 26 décembre 2016 au 1er janvier 2017 à travers une page web spéciale conçue pour le groupe et divers médias sociaux. Le 22 juin 2017, Choa annonce son départ du groupe. Plus tard, la FNC a dit être simplement en discussion avec cette dernière au sujet d’un possible départ. Selon l’agence, sa déclaration n’a en effet rien d’officiel. Cependant le 30 juin, cette dernière confirme que Choa quitte bien le groupe. Bingle Bangle, leur cinquième EP, sort le 28 mai 2018 avec son titre homonyme. La chanson est un succès, et se classe à la 4e place du Gaon Weekly Digital Chart.

### Dernières sorties et séparation (2019)
En avril 2019, à l'approche de la fin des contrats du groupe, des rumeurs se répandent et FNC publie un article disant que des négociations étaient toujours en cours et que leurs décisions seraient bientôt annoncées. Il est annoncé plus tard que Mina est la seule qui n'a pas voulu renouveler son contrat pour poursuivre sa carrière solo, et que le groupe continuera à 5 membres,.
En août 2019, le groupe rejoint l'émission de survival Queendom aux côtés de Oh My Girl, Lovelyz, (G)-IDLE, Park Bom et Mamamoo où elles sont en compétitions à travers différentes manches de performances. Le groupe commence avec Miniskirt, puis fait une reprise unique de Egotistic de Mamamoo avec des drag queens, qui devient vite un sujet très discuté sur Naver et commence à monter dans les classements coréens comme MelOn et Genie. Elles sortent à la fin Sorry pour la finale, qui est leur première chanson à cinq. Le groupe sort son sixième EP New Moon, accompagné de son single Come See Me le 26 novembre 2019. L'album contient 6 nouvelles chansons dont Sorry.
Le 4 juillet 2020, il est annoncé que Jimin quittera le groupe après que Mina, par une série de postes sur Instagram, ait révélé que Jimin l'avait intimidée et harcelée continuellement pendant plusieurs années,. Le 1er janvier 2021, FNC annonce le départ de Yuna.

## Membres

### Derniers membres
| Nom de scène | Nom de scène | Nom de naissance | Nom de naissance | Date de naissance | Nationalité  | Position                                  |
| Romanisé     | Coréen       | Romanisé         | Coréen           | Date de naissance | Nationalité  | Position                                  |
| ------------ | ------------ | ---------------- | ---------------- | ----------------- | ------------ | ----------------------------------------- |
| Choa         | 초아         | Park Cho-ah      | 박초아           | 6 mars 1990       | Sud-coréenne | Chanteuse principale                      |
| Jimin        | 지민         | Shin Ji-min      | 신지민           | 8 janvier 1991    | Sud-coréenne | Leader, rappeuse principale, chanteuse    |
| Yuna         | 유나         | Seo Yu-na        | 서유나           | 30 décembre 1992  | Sud-coréenne | Chanteuse secondaire                      |
| Youkyung     | 유경         | Seo You-kyoung   | 서유경           | 15 mars 1993      | Sud-coréenne | Chanteuse, rappeuse                       |
| Hyejeong     | 혜정         | Shin Hye-jeong   | 신혜정           | 10 août 1993      | Sud-coréenne | Chanteuse secondaire, danseuse secondaire |
| Mina         | 민아         | Kwon Min-ah      | 권민아           | 21 septembre 1993 | Sud-coréenne | Chanteuse, rappeuse                       |
| Seolhyun     | 설현         | Kim Seol-hyun    | 김설현           | 3 janvier 1995    | Sud-coréenne | Danseuse secondaire, chanteuse            |
| Chanmi       | 찬미         | Kim Chan-mi      | 김찬미           | 19 juin 1996      | Sud-coréenne | Danseuse principale, rappeuse secondaire  |

## Discographie

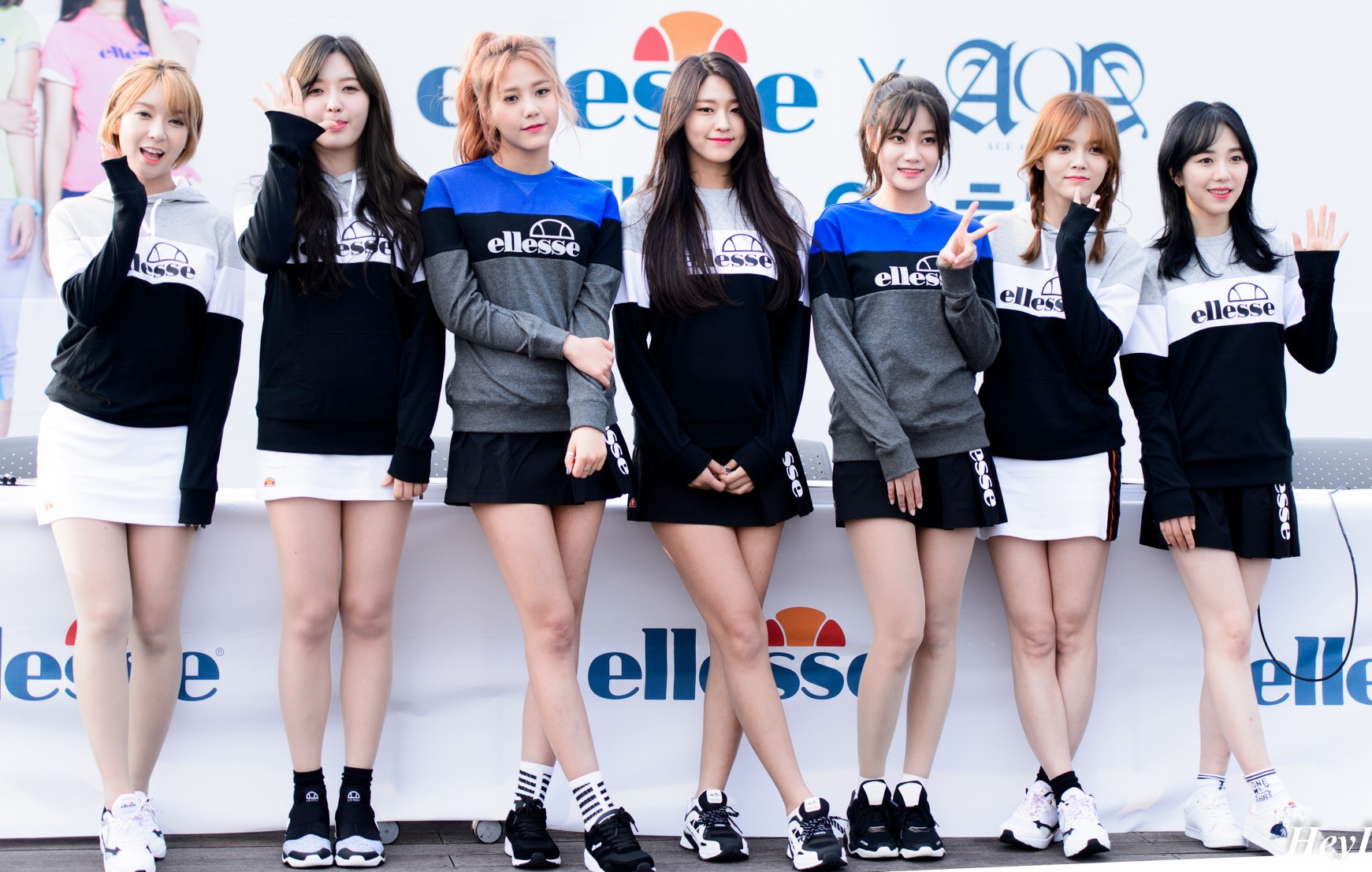
AOA en avril 2016.

### Albums studio
- 2015 : Ace of Angels
- 2016 : Runway
- 2017 : Angel's Knock

### EP
- 2014 : Short Hair
- 2014 : Like a Cat
- 2015 : Heart Attack
- 2016 : Good Luck
- 2018 : Bingle Bangle
- 2019 : New Moon

## Télé-réalité
| Année | Chaîne    | Émission           | Membres | Commentaire                       |
| ----- | --------- | ------------------ | ------- | --------------------------------- |
| 2013  | tvN       | Cheongdam-dong 111 | Toutes  | Télé-réalité de FNC Entertainment |
| 2015  | Naver     | Open-up! AOA       | Toutes  | Premier web show d'AOA            |
| 2015  | MBCevery1 | AOA – One Fine Day | Toutes  | Première télé-réalité d'AOA       |
| 2016  | Onstyle   | Channel AOA        | Toutes  | Deuxième télé-réalité d'AOA       |

## Concerts
- 2015 : AOA 1st Concert In Japan "Angels World - Oh Boy Academy"
- 2016 : AOA Mini Live "Good Luck to ELVIS"
  - AOA Summer Concert in Japan "Angels World"
- 2017 : AOA 1st Concert in Seoul

## Distinctions
| Année | Événement                              | Catégorie                                       | Travail nommé                  | Résultat   |
| ----- | -------------------------------------- | ----------------------------------------------- | ------------------------------ | ---------- |
| 2012  | Mnet Asian Music Awards                | Groupe de l'année                               | AOA                            | Nomination |
| 2012  | Mnet Asian Music Awards                | Meilleur groupe féminin                         | AOA                            | Nomination |
| 2012  | Seoul Music Awards                     | Rookie Award                                    | AOA                            | Nomination |
| 2012  | Seoul Music Awards                     | Popularity Award                                | AOA                            | Nomination |
| 2012  | SBS MTV Best of the Best               | Meilleur nouveau groupe                         | AOA                            | Nomination |
| 2014  | SBS MTV the Show                       | Best of Rising Star Award                       | AOA                            | Lauréat    |
| 2014  | Gaon Weibo Chart Awards                | Gaon Weibo Social Star Award                    | AOA                            | Lauréat    |
| 2014  | Mnet Asian Music Awards                | Meilleure performance dance (féminin)           | Miniskirt                      | Nomination |
| 2014  | Mnet Asian Music Awards                | Chanson de l'année Union Pay                    | Miniskirt                      | Nomination |
| 2014  | MelOn Music Awards                     | Top 10 Artists                                  | AOA                            | Nomination |
| 2014  | MelOn Music Awards                     | Meilleur morceau                                | Miniskirt                      | Nomination |
| 2014  | MelOn Music Awards                     | Meilleure pièce dance                           | Miniskirt                      | Nomination |
| 2014  | MelOn Music Awards                     | Meilleur clip                                   | Miniskirt                      | Nomination |
| 2014  | SBS PopAsia Awards                     | Meilleur groupe féminin                         | AOA                            | Nomination |
| 2015  | 29e Golden Disk Awards                 | Bonsang numérique                               | Miniskirt                      | Lauréat    |
| 2015  | Seoul Music Awards                     | Bonsang                                         | Miniskirt                      | Lauréat    |
| 2015  | 4e Gaon Chart K-Pop Awards             | Hot Performance Award                           | AOA                            | Lauréat    |
| 2015  | 3e European K-POP / J-POP Music Awards | Groupe de l'année                               | AOA                            | Lauréat    |
| 2015  | MelOn Music Awards                     | Top 10 Artists                                  | AOA                            | Nomination |
| 2015  | MelOn Music Awards                     | Meilleure pièce dance                           | Heart Attack (coréen : 심쿵해) | Nomination |
| 2015  | MBC Music Show Champion Awards         | Meilleure performance – groupe féminin          | Heart Attack (coréen : 심쿵해) | Nomination |
| 2015  | Mnet Asian Music Awards                | Best Female Group                               | AOA                            | Nomination |
| 2015  | Mnet Asian Music Awards                | Groupe UnionPay de 'lannée                      | AOA                            | Nomination |
| 2015  | Mnet Asian Music Awards                | Meilleure performance dance d'un groupe féminin | Heart Attack (coréen : 심쿵해) | Nomination |
| 2015  | Mnet Asian Music Awards                | Chanson UnionPay de l'année                     | Heart Attack (coréen : 심쿵해) | Nomination |
| 2015  | SBS Gayo Daejeon                       | Best Promoter Award                             | AOA                            | Lauréat    |
| 2016  | 30e Golden Disk Awards                 | Digital Disk Daesang                            | Heart Attack                   | Nomination |
| 2016  | 30e Golden Disk Awards                 | Digital Single Daesang                          | Heart Attack                   | Nomination |
| 2016  | 30e Golden Disk Awards                 | Digital Bonsang                                 | Heart Attack                   | Lauréat    |
| 2016  | 30e Golden Disk Awards                 | Popularity Award                                | AOA                            | Nomination |
| 2016  | Seoul Music Awards                     | Bonsang                                         | AOA                            | Nomination |
| 2016  | Seoul Music Awards                     | Popularity Award                                | AOA                            | Nomination |
| 2016  | 5e Gaon Chart K-Pop Awards             | World Rookie                                    | AOA                            | Lauréat    |
| 2016  | Asia Artist Awards                     | Best Celebrity Award (catégorie groupe féminin) | AOA                            | Lauréat    |
| 2016  | Mnet Asian Music Awards                | Meilleure performance dance (féminine)          | Good Luck                      | Nomination |
| 2016  | Mnet Asian Music Awards                | Hotels Combined Song of the Year                | Good Luck                      | Nomination |

### Programmes de classements musicaux

#### Inkigayo
| Année | Date      | Chanson   | Réf.   |
| ----- | --------- | --------- | ------ |
| 2014  | 9 février | Miniskirt | [ 63 ] |

#### Show Champion
| Année | Date        | Chanson      | Réf.   |
| ----- | ----------- | ------------ | ------ |
| 2014  | 19 novembre | Like a Cat   | [ 64 ] |
| 2015  | 1er juillet | Heart Attack | [ 65 ] |
| 2016  | 25 mai      | Good Luck    | [ 66 ] |

#### Show! Music Core
| Année | Date      | Chanson      | Réf.   |
| ----- | --------- | ------------ | ------ |
| 2015  | 4 juillet | Heart Attack | [ 67 ] |

#### The Show
| Année | Date       | Chanson      | Réf.   |
| ----- | ---------- | ------------ | ------ |
| 2015  | 7 juillet  | Heart Attack | [ 68 ] |
| 2016  | 24 mai     | Good Luck    | ,      |
| 2017  | 18 janvier | Excuse Me    | ,      |
| 2017  | 25 janvier | Excuse Me    | ,      |

#### Music Bank
| Année | Date   | Chanson   | Réf. |
| ----- | ------ | --------- | ---- |
| 2016  | 27 mai | Good Luck | ,    |